# Dihomogammalinolensäure
Dihomogammalinolensäure [20:3 (ω−6)] oder Dihomo-γ-Linolensäure, in der Literatur oft verkürzt DGLA genannt, ist eine dreifach ungesättigte Fettsäure, eine Omega-6-Fettsäure. Sie wird in jedem tierischen und menschlichen Organismus aus Gamma-Linolensäure synthetisiert. Dihomogammalinolensäure ist ein Grundstoff zur Erzeugung der „guten“, weil z. B. entzündungshemmenden, Serie-1-Eicosanoide. Sie ist aber auch Vorläufer der (unter anderem) entzündungsverstärkenden Arachidonsäure (AA) und damit von Serie-2-Eicosanoiden. In diesem Zusammenhang wäre es wünschenswert, die Konversion von DGLA zur Arachidonsäure (AA) möglichst gering zu halten, um die Entstehung von Arachidonsäure (AA) zu verringern. Die Konversion von DGLA zur Arachidonsäure (AA) erfolgt durch das Enzym delta-5-Desaturase.
Folgende Stoffe hemmen diese Konversion und wirken dadurch entzündungshemmend und anti-arteriosklerotisch:
- Sesamin, ein Stoff, der in Sesamsamen vorkommt
- Curcumin, ein Stoff, der in Kurkuma vorkommt und für dessen entzündungshemmende Eigenschaften verantwortlich ist
- die Omega-3-Linolensäure kommt in Leinöl und wenigen anderen Ölen vor.

Hohe Spiegel von Insulin im Blut aktivieren die Produktion von Arachidonsäure.
In einer kleinen Studie zeigte DGLA bei oraler Einnahme antithrombotische Wirkungen. Eine Nahrungsergänzung mit GLA erhöht den Serum-DGLA- sowie den Serum-AA-Spiegel. Die Ko-Supplementierung mit GLA und EPA senkt den Serum-AA-Spiegel durch Blockierung der Δ-5-Desaturase-Aktivität und senkt gleichzeitig die Leukotrien-Synthese in den Neutrophilen.

## Physikalische Eigenschaften
Der Flammpunkt liegt bei 62 °C.